# 雲仙市立愛野小学校
雲仙市立愛野小学校（うんぜんしりつ あいのしょうがっこう）は、長崎県雲仙市愛野町乙にある公立小学校。略称は「愛小」。

## 概要
歴史
1874年（明治7年）創立。2014年（平成26年）に創立140周年を迎えた。
学校教育目標
「自らの心力・知力・体力を、常により高いものへ向上させようと努力する子どもを育てる」
校章
中央に校名の「愛小」の文字（縦書き）を置いている。
校歌
作詞は吉冨新二郎、作曲は伊藤英一による。歌詞は3番まであり、各番に校名の「愛野」が登場する。
校区
雲仙市愛野地区（旧・愛野町）全域。中学校区は雲仙市立愛野中学校。

## 沿革
- 1871年（明治4年）- 廃藩置県により、島原県の管轄となる。間もなく島原県は長崎県に統合される。
- 1872年（明治5年）8月 - 学制が頒布される。
- 1874年（明治7年）- 「第五大学区第三中学区[1]」の小学校として、野井村に「人民共立舟津小学校」、愛津村に「人民共立愛津小学校」が開校[2]。
- 1875年（明治8年）- 野井村に「人民共立今木場小学校」が開校[3]。
- 1878年（明治11年）
  - 7月 - 郡制の施行により、長崎県南高来郡の管轄となる。
  - 12月 - 学区改定により、「南高来郡 小浜部」に属することとなる。
- 1877年（明治10年）6月4日 - 学区改定により、「第五大学区 第二中学区[4]」に属することになる。
- 1886年（明治19年）9月 - 小学校令の施行により、神代村（現・雲仙市国見地区西部）に「長崎県第九高等小学校」（修業年限4年）が設置される。
  - 尋常小学校卒業者を入学資格としていた。高等小学校は尋常小学校と異なり、義務制ではなかった。
- 1887年（明治20年）4月 - 小学校令の施行により、舟津・会津・今木場の小学校3校を統合の上、「尋常境小学校」に改称。修業年限を4年とする。
  - 初代校長に永松禮一郎が就任。
- 1888年（明治21年）- 愛津・山田・千々石3小学校合同運動会を山田村弘法原で開催。
- 1889年（明治22年）4月1日 - 町村制の実施により、愛野村立の小学校となる。
  - この時、愛津村と野井村が合併し、「愛野村」が発足する。この名称は旧村名から1文字ずつとったもの。
- 1893年（明治26年）
  - 4月 - 小学校令の改正により、「愛野尋常小学校」に改称。
  - 9月 - 長崎県第九高等小学校が廃止される。
  - 時期は不明だが、山田村大熊に山田村・愛野村組合立の大熊高等小学校を設置。
- 1894年（明治27年）- 八郎松で運動会を実施。
- 1899年（明治32年）- 3・4年の女児を対象に裁縫科を設置。
- 1908年（明治41年）4月 - 小学校令の改正により、修業年限（尋常科の義務教育年限）が4年から6年に延長される。尋常科5年を新設。
- 1909年（明治42年）4月 - 尋常科6年を新設。
- 1910年（明治43年）- 新校舎が完成。運動場が完成し、初めて校庭で運動会を実施。
- 1911年（明治44年）4月 - 大熊高等小学校の廃校に伴い、高等科を併置し「愛野尋常高等小学校」に改称（尋常科6年・高等科2年）。
- 1941年（昭和16年）4月1日 - 国民学校令の施行により、「愛野村国民学校」に改称。尋常科を初等科に改める（初等科6年・高等科2年）。
- 1945年（昭和20年）- 変電所裏の防空壕で空襲を受け、児童14名が犠牲となる。
- 1947年（昭和22年）4月1日 - 学制改革（六・三制の実施）が行われる。
  - 愛野村国民学校の初等科が改組され、「愛野村立愛野小学校」となる。
  - 愛野村国民学校の高等科が青年学校の普通科とともに改組され、新制中学校「愛野村立愛野中学校」が発足。
- 1949年（昭和24年）4月1日 - 愛野町の発足により、「愛野町立愛野小学校」に改称。小学校育友会を結成。
- 1950年（昭和25年）- 校舎を焼失。
- 1951年（昭和26年）- 2階建て校舎が完成。
- 1953年（昭和28年）- 甘藷文庫を創設。
- 1962年（昭和37年）- 完全給食を開始。
- 1965年（昭和40年）- 特殊学級を設置。
- 1969年（昭和44年）- プールが完成。
- 1981年（昭和56年）- 新校舎が完成。
- 1982年（昭和57年）- 体育館が完成。
- 1999年（平成11年）- 学童保育を開設。
- 2005年（平成17年）10月11日 - 雲仙市の発足により、「雲仙市立愛野小学校」（現校名）に改称。

## 交通アクセス
最寄りの鉄道駅
- 島原鉄道島原鉄道線「愛野駅」

最寄りのバス停
- 島鉄バス「愛野」バス停

最寄りの国道
- 国道251号（島原街道）・国道57号（島原街道） 「愛野」交差点

## 周辺
- 雲仙市役所 愛野総合支所（旧・愛野町役場）
- 雲仙市立愛野中学校
- 小さき花の幼稚園
- 愛野郵便局
- 長崎県警察雲仙警察署愛野交番
- 十八親和銀行愛野支店
- JA島原雲仙愛野支店